# Fundação Vaticana Joseph Ratzinger - Bento XVI

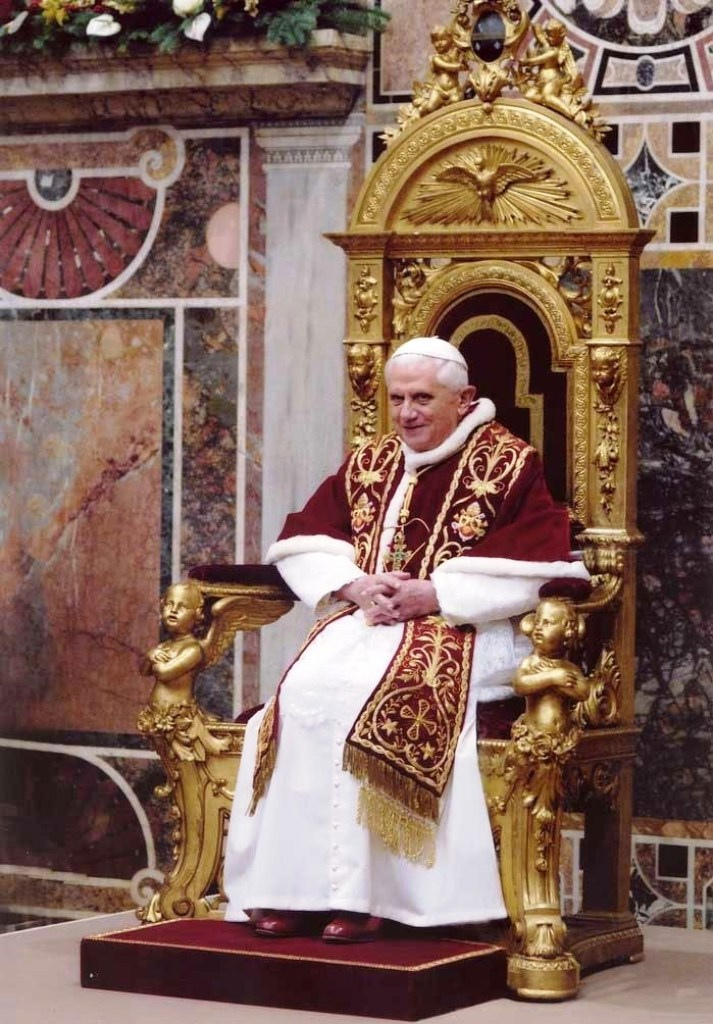
Papa Bento XVI

A Fundação Vaticana Joseph Ratzinger - Bento XVI é uma entidade fundada pelo Papa Bento XVI em 1 de março de 2010 com a finalidade de promover a publicação, divulgação e estudo dos seus escritos. A fundação foi erigida juridicamente de acordo com o Código de Direito Canônico e com a Lei Fundamental do Estado da Cidade do Vaticano. É presidida por Federico Lombardi, S.J.

## Objetivos
Segundo o artigo 2 do Estatuto que rege seu funcionamento, seus objetivos são:
- Promover pesquisas, estudos e publicações sobre a obra e o pensamento do Prof. Joseph Ratzinger;
- Organizar e desenvolver congressos de elevado valor cultural e científico;
- Premiar os estudiosos que se destacam, por méritos especiais, tanto na atividade de publicação como na investigação científica.

## Organização
Os organismos que dirigem a fundação são:
- Conselho administrativo, composto pelo presidente Frederico Lombardi e pelos conselheiros Georg Gänswein, Stephan Corno e Giuseppe Costa.
- Colégio de revisores, composto pelo presidente Alessandro Grisanti e pelos conselheiros Alberto Perlasca e Maria Teresa Carone.
- Comitê científico, composto pelo presidente Angelo Amato e pelos conselheiros Kurt Koch, Gianfranco Ravasi e Luis Ladaria.